# 湖南省自然资源厅
湖南省国土资源厅是中华人民共和国湖南省人民政府主管全省土地资源、矿产资源等自然资源的规划、管理、保护和合理利用的组成部门。

## 机构设置

### 内设机构
- 办公室
- 综合研究处
- 政策法规处
- 综合规划处
- 财务处
- 耕地保护处（省农业区划委员会办公室）
- 建设用地处
- 地籍管理处
- 地产管理处
- 矿产开发管理处
- 矿产资源储量处
- 地质环境处
- 地质勘查处
- 基础测绘处
- 测绘行业管理处
- 直属土地管理处（直属土地管理局）
- 科技外事宣传处
- 人事处
- 机关党委
- 纪检组监察室
- 信访处
- 离退休人员管理处
- 湖南省国土资源执法监察总队（湖南省国土资源厅执法监察局）

### 直属机构
- 湖南省第一测绘院
- 湖南省第二测绘院
- 湖南省第三测绘院（湖南省基础地理信息中心）
- 湖南省国土资源信息中心
- 湖南省测绘科技研究所
- 湖南省地质研究所（湖南省国土资源规划院）（湖南省矿产资源储量评审中心）
- 湖南省国土资源厅征用地事务中心
- 湖南省国土资源厅干部教育培训中心
- 湖南省地质环境监测总站（湖南省遥感中心）
- 湖南省国土资源厅宣传中心（国土资源导刊杂志社）
- 湖南省土地开发整理储备中心
- 湖南省测绘局大院管理所
- 湖南省测绘产品质量监督检验授权站
- 湖南地图出版社
- 湖南省地质博物馆[1]